# Neumania longiseta
Neumania longiseta är en kvalsterart som beskrevs av Marshall 1924. Neumania longiseta ingår i släktet Neumania och familjen Unionicolidae. Inga underarter finns listade i Catalogue of Life.